# Studniczka
Studniczka (niem. Klein Stüdnitz) – osada w Polsce położona w województwie zachodniopomorskim, w powiecie drawskim, w gminie Czaplinek. W latach 1975–1998 miejscowość administracyjnie należała do województwa koszalińskiego. W roku 2007 osada liczyła 3 mieszkańców. Miejscowość wchodzi w skład sołectwa Psie Głowy.

## Geografia
Osada leży ok. 2,5 km na południowy zachód od Psich Głów, przy drodze wojewódzkiej nr 177. 